# Ana Ularu
Ana Ularu (Boekarest, 26 juni 1985) is een Roemeens actrice en model. Ze speelde in diverse films en series, waaronder Anaconda 4: Trail of Blood, Emerald City en Alex Rider.

## Filmografie

### Film
- 2003: Maria, als Ioana
- 2004: Damen tango, als Mihaela
- 2004: Italiencele, als Lenuța
- 2004: Magnatul, als Dana Moraru
- 2005: Lost and Found, als Tatiana
- 2005: București–Berlin, als Ioana
- 2005: Concluzie, als Maria
- 2006: Love Close-up, als Anya
- 2006: Hârtia va fi albastră, als Angela
- 2007: Afterimage, als verteller
- 2010: Outbound, als Matilda
- 2012: Werewolf: The Beast Among Us, als Kazia
- 2012: Waste
- 2013: Sunt o babă comunistă, als Alice
- 2013: O vară foarte instabilă, als Maria
- 2014: Serena, als Rachel
- 2014: Indez Zero, als Eve
- 2014: Camera Trap, als Maddy
- 2016: Inferno, als Vayentha
- 2016: Chosen, als Judith
- 2016: The Man Who Was Thursday, als Saturday
- 2017: Muse, als Rachel
- 2018: Siberia, als Katya
- 2024: Ext. Masina. Noapte, als Velica (stemrol)
- 2024: Beyond Borders, als Kate Owens
- 2024: Ink Wash, als Maia
- 2025: Per amore di una donna, als Yehudit

### Televisie
- 1995: Passion Mortelle, als Victoria
- 1995: Meurtres par procuration, als Claudia
- 2007: Cu un pas înainte, als Alexa lacob
- 2009: Anaconda 4: Trail of Blood, als Heather
- 2011: Life on Top, als Clicky Chicks-adviseur
- 2013: The Borgias, als Charlotte D'Albret
- 2017: Emerald City, als West
- 2020: Alex Rider, als Eva Stellenbosh
- 2021: Tribes of Europa, als Grieta
- 2022: Tom Clancy's Jack Ryan, als Zoya Ivanova
- 2023: The Power, als Zoia
- 2023: Spy/Master, als Carmen Popescu
- 2023: Who Is Erin Carter?, als Margot Müller
- 2024: Paris Has Fallen, als Freja
- 2025: Subteran, als Cami Serbu
- 2025: Andor, als Beska